# Saskia Ludwig

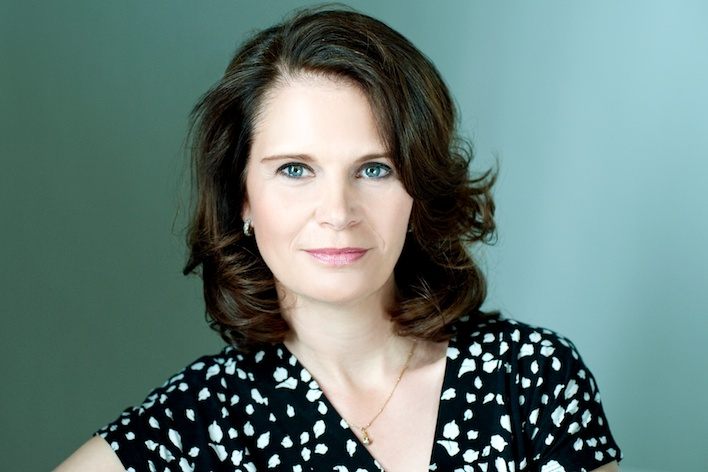
Saskia Ludwig (2011)

Saskia Ludwig, geborene Funck (* 23. Mai 1968 in Potsdam), ist eine deutsche Politikerin der CDU. Sie war von Dezember 2019 bis Oktober 2021 und ist erneut seit 2025 Mitglied des Deutschen Bundestages. Sie war außerdem von Juni 2010 bis September 2012 Landesvorsitzende der CDU in Brandenburg sowie von 2004 bis 2025 Abgeordnete im dortigen Landtag und führte vom Januar bis Oktober 2009 sowie vom April 2010 bis September 2012 ihre Fraktion.

## Leben
Ludwig absolvierte nach der Schule 1984 in der DDR eine dreijährige Berufsausbildung mit Abitur zur Fachverkäuferin bei der Handelsorganisation Potsdam. Anschließend studierte sie 1987 bis 1989 sozialistische Betriebswirtschaftslehre an der Handelshochschule Leipzig, ab 1990 Betriebswirtschaft zunächst an der Ludwig-Maximilians-Universität München (Vordiplom) und anschließend an der Freien Universität Berlin, an der sie 1995 das Studium als Diplomkauffrau abschloss. Sie ist Mitinhaberin und kaufmännische Leiterin des Familienunternehmens Funck & Co. GmbH.
Ludwig war von 2000 bis 2012 Mitglied des Fernsehrates des Zweiten Deutschen Fernsehens (ZDF) und dort im Programmausschuss „Programmdirektion“ sowie im Ausschuss für Finanzen, Investitionen und Technik tätig. Als Vorsitzende des Freundeskreises „Club 99“ des Werderaner FC Viktoria 1920 e. V. unterstützt sie die ehrenamtliche Kinder- und Jugendarbeit in Werder (Havel).
Sie initiierte am 17. Juni 2008 die Campus Tour – Das Leben der Anderen. Dabei wurde der Film Das Leben der Anderen an Schulen des Landes Brandenburg gezeigt und im Anschluss daran diskutierten Schüler mit weiteren Zeitzeugen die jüngere deutsche Geschichte. Hintergrund des Projektes ist eine Studie der FU Berlin, welche Brandenburger Schülern ein geringes Wissen über das Leben in einem totalitären Staat und ungenügende Kenntnisse über die politischen Systeme der beiden deutschen Staaten und die deutsche Teilung bescheinigte.
2008 wurde sie an der Universität Potsdam mit einer Arbeit über „Die Aufgabenauslagerung in Landesbetriebe im Bundesland Brandenburg und anderen ausgewählten Bundesländern“ zum Dr. rer. pol. promoviert. Ende Juli 2025 bestätigte die Universität einen Anfangsverdacht, aufgrund dessen sie eine Plagiatsprüfung der Doktorarbeit durchführen werde.
Ludwig ist seit November 2009 verheiratet, hat zwei Kinder und wohnt in Potsdam. Der deutsche Schauspieler, Sänger, Filmregisseur und -produzent Werner Funck war ihr
Großvater.

## Politischer Weg

### Kommunalpolitik
In der Kommunalpolitik des Landkreises Potsdam-Mittelmark engagierte sich Ludwig seit 1997 als Mitglied im Kreisvorstand der CDU. 1999 wurde sie stellvertretende Vorsitzende des CDU-Kreisverbandes Potsdam-Mittelmark, den sie seit 2002 führt. Von 1998 bis 2009 war sie Abgeordnete des Kreistages Potsdam-Mittelmark. Ab 1998 war sie zunächst stellvertretende, von 2001 bis 2006 Vorsitzende der CDU-Fraktion im Kreistag.
Von 2018 bis 2019 war sie Ortsvorsteherin des Potsdamer Ortsteils Golm.

### Landes- und Fraktionsvorsitzende der CDU Brandenburg
Von 1999 bis 2013 war Ludwig Mitglied des Landesvorstandes der CDU Brandenburg. Von 1999 bis 2004 war sie zudem Vorsitzende des CDU-Landesfachausschusses Wirtschaft.
Von 2004 bis 2025 war Ludwig Mitglied des Landtages Brandenburg. Sie errang 2004, 2009 und 2014 jeweils ein Direktmandat im Wahlkreis 19 – Landtagswahlkreis Potsdam-Mittelmark III/Potsdam III. Bei den Landtagswahlen 2019 und 2024 zog sie über die Landesliste in den Landtag ein. Im Zuge ihres erneuten Einzugs in den Bundestag 2025 legte sie ihr Landtagsmandat am 14. März 2025 nieder; für sie rückte Corrado Gursch in den Landtag nach.
Von 2004 bis Februar 2009 war sie finanzpolitische Sprecherin der CDU-Landtagsfraktion und Mitglied im Ausschuss für Haushalt und Finanzen. Von 2004 bis März 2007 war sie Parlamentarische Geschäftsführerin der CDU-Fraktion und Mitglied des Landtagspräsidiums. In der vierten Wahlperiode des Landtages Brandenburg war sie Mitglied im Hauptausschuss und im Ausschuss für Wirtschaft.

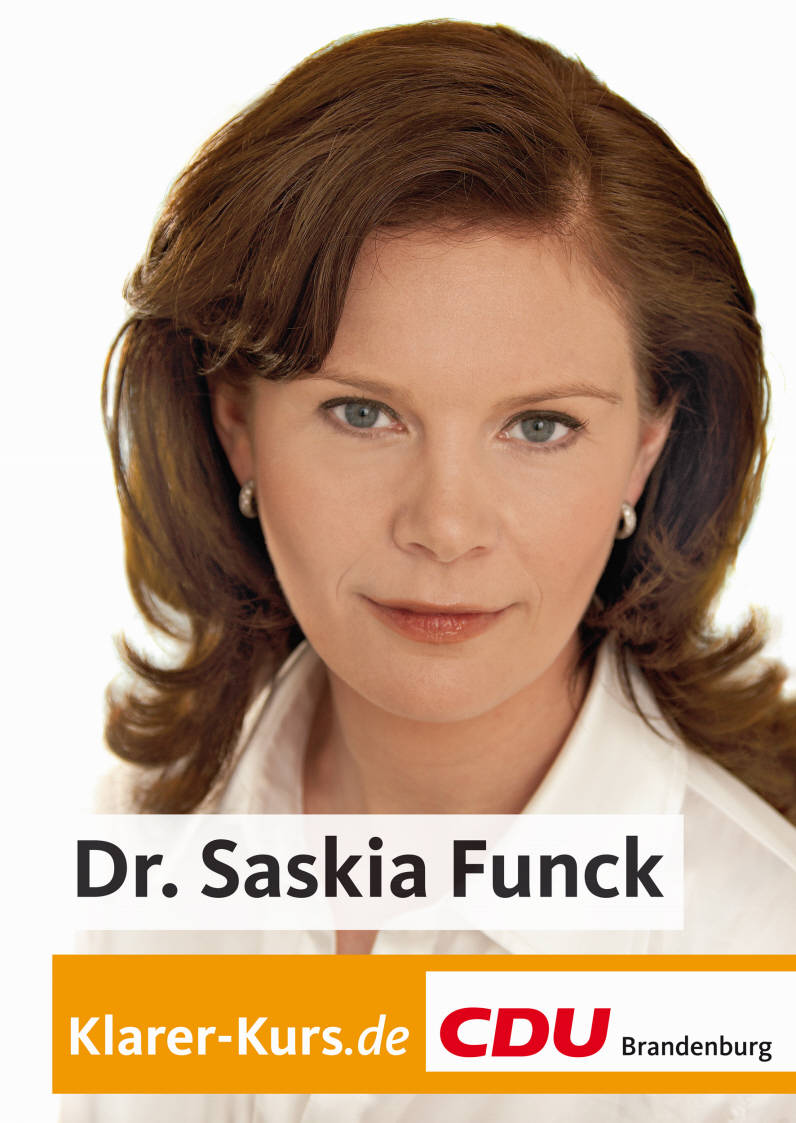
Plakat zur Landtagswahl (2009)

Vom 27. Januar 2009 bis 20. Oktober 2009 war Saskia Ludwig Vorsitzende der CDU-Fraktion im Landtag. Sie trat zugunsten der damaligen CDU-Landesvorsitzenden Johanna Wanka zurück, als diese nach Ausscheiden aus der Landesregierung die Fraktion führen sollte. Saskia Ludwig wurde gleichzeitig zur stellvertretenden Fraktionsvorsitzenden gewählt. 2009 wurde sie auch stellvertretende Landesvorsitzende.
Nachdem Wanka 2010 vom damaligen niedersächsischen Ministerpräsidenten Christian Wulff in sein Kabinett berufen worden war, wurde Saskia Ludwig Fraktions- und Landesvorsitzende der Brandenburger CDU. Ihr harter Oppositionskurs gegenüber der rot-roten Landesregierung stieß auf Kritik, sogar innerhalb der eigenen Partei.

### Bundestagskandidatur, Landtagswahl 2019 und Nachrücken in den Bundestag
Nach ihrem Rücktritt als Partei- und Fraktionsvorsitzende wollte Ludwig bei der Bundestagswahl 2013 für die CDU im Wahlkreis 61 in Brandenburg antreten. Bei der CDU-Aufstellungsversammlung im Oktober 2012 unterlag sie der bisherigen Bundestagsabgeordneten Katherina Reiche mit 184 zu 223 Stimmen.
Im September 2016 wurde Ludwig mit 71 Prozent der Delegiertenstimmen in ihrem Potsdamer Wahlkreis zur Direktkandidatin für die Bundestagswahl 2017 nominiert. Ludwig kritisierte in ihrer Ansprache die Politik ihrer Partei und forderte ein Umdenken in der Asylpolitik. Parteikollege Ryssel, der die Haltung der Bundesregierung lobte, erhielt 29 Prozent der Stimmen. Bei der Bundestagswahl am 24. September 2017 erreichte Ludwig das Direktmandat nicht und zog nicht in den Deutschen Bundestag ein.
Da der Bundestagsabgeordnete und neue Landesvorsitzende Michael Stübgen im November 2019 Innenminister und Ludwig auf der Landesliste die nächstplatzierte Nachrückerin war, bekräftigte sie ihre Absicht, bis zum Ende der Bundestagsperiode 2021 beide Mandate gleichzeitig ausüben zu wollen, was für Kritik sorgte. Sie führte in einem Interview aus, ihr Landtagsmandat nicht niederlegen zu wollen, weil sie mit dem landesweit besten Ergebnis ihrer Partei 8.000 Wähler aus ihrem Wahlkreis vertrete und deren Vertrauen nicht gleich zu Beginn der Periode enttäuschen wolle, und das Bundestagsmandat für die übrigen 18 Monate bis zur Sommerpause 2021 annehmen zu wollen, da Potsdam nach dem Wechsel von Manja Schüle in die Landesregierung ohne Repräsentation sei und Ludwig sich die doppelte Belastung für diesen Zeitraum zutraue.
Im 19. Deutschen Bundestag war Ludwig ordentliches Mitglied im Ausschuss für die Angelegenheiten der Europäischen Union sowie im Petitionsausschuss.

### Verlust des Bundestagsmandates bei der Bundestagswahl 2021
Im Wahlkreis 61 (Potsdam, Potsdam-Mittelmark II, Teltow-Fläming II) trat Ludwig gegen Olaf Scholz und Annalena Baerbock an. Sie bekam 26.050 Erststimmen, was einem Erststimmen-Anteil von 13,8 % entspricht. Dies stellt einen Verlust von 10,3 Prozent-Punkten der Erststimmen dar.

### Wiedereinzug in den Deutschen Bundestag 2025
Für die Bundestagswahl 2025 kandierte Ludwig im Wahlkreis 60 Brandenburg an der Havel – Potsdam-Mittelmark I – Havelland III – Teltow-Fläming I. Diesen konnte sie nicht gewinnen, zog aber über einen Listenplatz auf der CDU-Landesliste in den 21. Deutschen Bundestag ein.

## Positionen und Kontroversen
Ludwig wird innerhalb der CDU/CSU als „rechts außen“ verortet.

### Innenpolitik
Im Vorfeld des 24. Bundesparteitages der CDU in Leipzig forderte Ludwig im November 2011 in der neurechten Jungen Freiheit, „die konservative Säule der Union als Markenkern“ zu stärken. In einem Gespräch mit der Preußischen Allgemeinen Zeitung konkretisierte sie dies. Zudem äußerte sie gegenüber dieser Zeitung ihre Freude darüber, dass das Opus Dei in Brandenburg sein geplantes Elite-Jungengymnasium gründen dürfe, das „im größtmöglichen Gegensatz zur angestrebten sozialistischen Einheitsschule der Regierung“ stehe. Im Februar 2012 erläuterte Saskia Ludwig in einem Essay in der Jungen Freiheit, wie sich die CDU intensiver früherer FDP-Wähler annehmen und konservative Wählerschichten erreichen müsse. Daraufhin kündigten FDP und Grüne die gemeinsame Oppositionsarbeit mit der CDU im Landtag auf. Im Dezember 2012 sendete sie zur Eröffnung einer Berliner Zweigstelle der neurechten Denkfabrik „Institut für Staatspolitik“ ein schriftliches Grußwort.
In einem weiteren Artikel in der Jungen Freiheit zum 75. Geburtstag des früheren CDU-Landesvorsitzenden Jörg Schönbohm formulierte Ludwig unter anderem, während der Amtszeit Schönbohms habe in Brandenburg teilweise eine „gelenkte Berichterstattung“ stattgefunden, bei der ein Teil der Brandenburger Medien „mit Order aus der SPD-Staatskanzlei“ eine „Meinungsmanipulationsmaschine“ habe bedienen müssen. Nach parteiinterner Kritik sprach der Vorstand der CDU-Fraktion in Potsdam Saskia Ludwig das Misstrauen aus und forderte sie zum Rücktritt auf. Am 11. September 2012 trat sie vom Partei- und Fraktionsvorsitz zurück. Nachfolger als Fraktionsvorsitzender wurde am 18. September 2012 Dieter Dombrowski. Nachfolger als Parteivorsitzender wurde auf dem Wahlparteitag am 17. November 2012 Michael Schierack.
In einem gemeinsamen Interview mit dem Brandenburger AfD-Vorsitzenden Alexander Gauland, das am 16. März 2017 in der Jungen Freiheit erschien, warf Ludwig Teilen ihrer eigenen Partei vor, die Haltung zu vertreten, dass sich „die 68er-Bewegung … durchgesetzt“ hätte und die CDU „diesen Utopien hinterherlaufen“ müsse. Die AfD bezeichnete Ludwig als „Sammelbecken von Konservativen, Glücksrittern und Radikalen“, das sich früher oder später unvermeidlich spalten werde. Eine engere Zusammenarbeit zwischen CDU und AfD sei nicht erstrebenswert. Ludwig wurde für das Interview mit der Jungen Freiheit fraktionsübergreifend kritisiert. Anfang Juli 2017 war Ludwig eine der Initiatoren bei der Gründung des Vereins Werteunion Brandenburg.
Nach der Landtagswahl 2019 übte sie Kritik an der Positionierung des Spitzenkandidaten Ingo Senftleben zur Linkspartei, machte ihn für die Niederlage der Partei verantwortlich und forderte ihn zum Rücktritt auf. Nachdem Senftleben in der Folge seinen Rückzug als Landes- und Fraktionsvorsitzender erklärte, konnte die CDU die Sondierungsverhandlungen fortführen und eine Koalition bilden.
Vor der Bundestagswahl 2025 sprach sich Ludwig für eine Koalition zwischen CDU und AfD aus. Die Union distanzierte sich von Ludwigs Aussagen. Anfang August 2025 trat Ludwig bei einer Veranstaltung des rechtskonservativen ungarischen Mathias Corvinus Collegium auf. Die Führung der Unionsfraktion ging auf Distanz zu ihr. Sie erklärte, Ludwig habe nicht im Auftrag der Fraktion und ohne Wissen der Fraktionsführung teilgenommen.

### COVID-19-Pandemie
Vor der Bundestagswahl 2025 legte sie einen Schwerpunkt ihres Wahlkampfes auf die Aufarbeitung der COVID-19-Pandemie und deren Folgen für Kinder und Jugendliche. Für mediale Aufmerksamkeit sorgte sie durch eine geplante Veranstaltung mit dem Aktivisten Ricardo Leppe, der der völkischen Anastasia-Bewegung nahesteht. Mit Leppes Nähe zu Anastasia konfrontiert, distanzierte sich Ludwig und zog die Einladung an Leppe zurück. Bereits 2023 war sie im rechten Fernsehsender AUF1 aufgetreten, der als Plattform der Querdenken-Bewegung gilt und demokratiefeindliche und verschwörungstheoretische Positionen verbreitet.
Ludwig ist der Ansicht, dass während der COVID-19-Pandemie fast alle demokratischen Institutionen des Staates versagt hätten. Besonders kritisiert sie den Umgang mit Ungeimpften, wobei „ganze Bevölkerungsgruppen [...] ausgeschlossen“ worden seien.

### Klima und Energie
Ludwig galt während ihrer ersten Amtszeit im Bundestag als eine wesentliche Bremserin von Klimaschutz. Greenpeace zählte sie in einer 2021 erschienenen Broschüre zu einer Reihe von „klimaskeptischen Querschießer:innen“ unter den Parlamentariern der Großen Koalition und führte für dieses Urteil u. a. an, dass sie als eine von vier Unions-Abgeordneten sowohl das Klimapaket als auch den Kohleausstieg abgelehnt habe. Zudem sei sie Mitglied im Berliner Kreis in der Union, der den Klimawandel verharmlost.
Hinsichtlich erneuerbarer Energien vertritt Saskia Ludwig die Position, es sollen „nicht mehr einseitig bestimmte Technologien (wie z. B. Wind & Solar) gefördert werden“. Einem weiteren Ausbau von Windkraftanlagen steht sie kritisch gegenüber; stattdessen legt sie besonderen Wert auf die Weiterentwicklung von Energiespeicher-Technologien.
Nachdem der Klimaforscher Hans Joachim Schellnhuber den Vorschlag gemacht hatte, den Kohlenstoffdioxid-Ausstoß aus Klimaschutz-Gründen zu rationieren und Menschen, die mehr ausstießen, diesen Mehrausstoß bezahlen müssten, erklärte sie im Januar 2023 auf Twitter, dies sei „Faschismus im grünen Antlitz“. Sie sprach von „Ökofaschisten“, denen es darum gehe, „uns vorzuschreiben, wie wir zu leben haben“. Kritik an diesen Äußerungen wies sie zurück: Diese Kritiken seien Merkmale des Totalitarismus. Es gehe darum, „[s]ich nicht mit Argumenten auseinander[zu]setzen, sondern den politischen Gegner moralisch ab[zu]werten.“ Schließlich löschte sie ihren Beitrag doch, „weil die Wortwahl missinterpretiert werden konnte und so keine sachliche inhaltliche Diskussion“ möglich sei. Für diese Aussage gab es starke Kritik, auch der CDU-Landesverband Brandenburg distanzierte sich von Ludwigs Aussage. Schellnhuber selbst merkte an: „wenn jemand, der gewählter Volksvertreter ist, mich quasi zum Abschuss freigibt, wird es wirklich gefährlich“.

### Kampagne gegen die Wahl von Frauke Brosius-Gersdorf
Ludwig gilt als eine der besonders lautstarken Stimmen gegen die Nominierung von Frauke Brosius-Gersdorf zur Wahl von Richtern des Bundesverfassungsgerichts 2025. Dabei trat sie in dieser Kampagne besonders früh auf. Unter anderem bezeichnete sie Brosius-Gersdorf als „von Herrn Miersch, Frau Reichinnek und anderen linken Fundamentalisten hofierte Professorin“, die, gerade für Ostdeutsche, „nicht wählbar war und auch niemals sein wird“. Unter anderen erklärte sie Brosius-Gersdorf zur Gefahr für das Bundesverfassungsgericht und führte dafür Brosius-Gersdorfs Publikation Allgemeine Impfpflicht gegen COVID-19-Virus verstößt nicht gegen die Verfassung an. Die Befürwortung einer Impfpflicht disqualifiziere sie „eindeutig“ für ein Verfassungsrichteramt. Außerdem sei 2025 „niemandem mehr zu erklären, warum Herr Miersch gemeinsam mit Radikallinken und Linken im grünen Gewand insgesamt vier Verfassungsrichterstellen besetzen“ dürfe. Ludwig erhob zudem Zweifel an der rechtmäßigen Promotion Brosius-Gersdorfs, die in einer Schnellprüfung „vorläufig entkräftet“ wurden.
Ungeachtet dessen forderte Ludwig öffentlich die Abberufung Brosius-Gersdorfs von ihrem Potsdamer Lehrstuhl. Während der Debatte wandte sich die ehemalige AfD-Abgeordnete Joana Cotar via X (vormals Twitter) direkt an Ludwig mit der Bitte, die Wahl zu verhindern; nach der kurzfristigen Absetzung der Abstimmung antwortete Ludwig knapp „Erledigt“. Beobachter verweisen darauf, dass Ludwig mit dieser Kampagne ihr ohnehin isoliertes Standing in der CDU-Fraktion weiter verfestigt habe, zugleich aber ihre Reichweite in rechtskonservativen Netzwerken auf der Plattform X ausbauen konnte.

### Plagiatsvorwurf
Der Plagiatsprüfer und Journalist Jochen Zenthöfer aus Luxemburg erhob im Juli 2025 einen Plagiatsvorwurf zu Ludwigs Doktorarbeit aus dem Jahr 2007. Ludwigs Dissertation soll auf den ersten 113 Seiten mindestens 86 nicht gekennzeichnete Übernahmen enthalten. Am 17. Juli 2025 machte Ludwig selbst öffentlich, dass ein freier Mitarbeiter der Frankfurter Allgemeinen Zeitung ihre Promotionsschrift wegen des Verdachts „zahlreicher Verstöße gegen die gute wissenschaftliche Praxis“ untersuche. Die betroffene Fakultät der Universität Potsdam erhielt eine Verdachtsanzeige und führte eine Vorprüfung durch. Ende Juli 2025 bestätigte die Universität den Anfangsverdacht des Plagiats und kündigte an, die weitere Prüfung werde mehrere Monate in Anspruch nehmen.
In ihrer Stellungnahme sprach die Universität von einem „hinreichenden Anfangsverdacht auf wissenschaftliches Fehlverhalten“ und leitete ein mehrstufiges Prüfverfahren ein: Erhärtet sich der Verdacht nach der Vorprüfung, entscheidet eine Kommission zur Untersuchung wissenschaftlichen Fehlverhaltens über das weitere Vorgehen. Ludwig erhält dabei die Gelegenheit zur schriftlichen Stellungnahme; insgesamt kann das Verfahren mehrere Monate in Anspruch nehmen. Die Dissertation umfasst 460 Seiten und wurde im Jahr 2007 eingereicht. Kurz vor Bekanntwerden der Vorwürfe veröffentlichte Ludwig auf X eine Presseanfrage der FAZ zu ihrer Arbeit und forderte ihre Follower auf, sich „maximal konfrontativ“ an die Redaktion zu wenden.